# Virginie Loveling
Virginie (Marie) Loveling (1836. május 17. – Gent, 1923. december 1.) flamand költő, regény-, esszé-, gyermekregény író. W.E.C. Walter álnéven is írt.

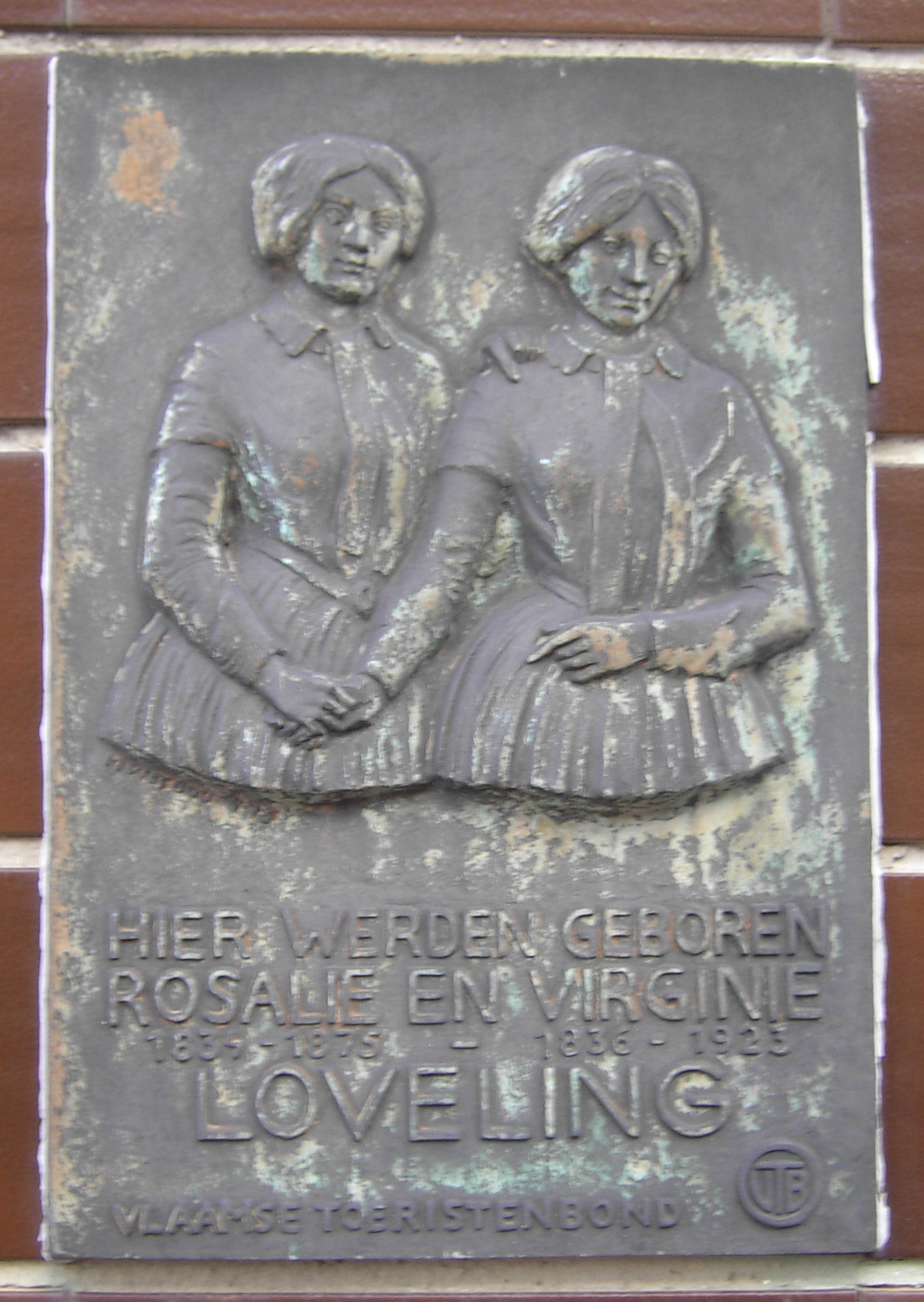

## Élete
Virgine Loveling Nevele-ben született Belgiumban. Húgával, Rosalie Lovelinggel dolgozott együtt, aki maga is író volt. Apja, Herman Loveling halála után a család Gentbe költözött, ahol nővére a francia ajkú, jobbára antiklerikális szellemű emberek köreiben mozgott,. Később visszaköltözött Nevele-be.
Nővérével együtt Virginie romantikus alaphangú, realista, leíró költészetet művelt. Két esszégyűjteményt is megjelentettek a vidéki közösségek életéről és a városi burzsoáziáról.
Nővére 1875-ös halála után gyerektörténeteket, regényeket és esszéket írt, melyek a kor részletes képét adják számunkra, figyelemre méltó  intellektuális és pszichológiai éllel. A kor olyan ellentmondásos témáit feszegetik, mint a származás, oktatás, vallás és a nők jogai. A Levensleer (1912) társszerzője unokaöccse, Cyriel Buysse mellett.  A mű humorosan jeleníti meg Gent franciaajkú burzsoáziáját.
A hivatalos elismerést Een dure eed c. regénye (1891) hozta meg,  mely megkapta a holland irodalom ötévente adományozott díját.
1923. december 1-jén hunyt el Nevele-ben.

## Bibliográfia

### Társszerző Rosalie Lovelinggel
- Gedichten (1870)
- Novellen (1874) Rosalie : Jan-oom en Belle-Trezeken, De baan der kunst, Serafine, Broeder en zuster, Meester Huyghe ; Virginie: Drie kleine schetsen, Sidon, In de Hope van Vrede, De verdwaalden, Emiliaantje
- Nieuwe novellen (1876) Rosalie: Mijnheer Daman en zijn erfgenamen, Juffrouw Leocadie Stevens, Po en Paoletto ; Virginie: Octavie en Estelle, De kwellende gedachte, De vijftig franken
- Polydoor en Theodoor en andere novellen en schetsen (1883) Virginie: Polydoor en Theodoor ; Rosalie: De hond, Uwe tweede vrouw, Het eenig kind, De gierigheid, Kinderverdriet, Onbehendige troostwoorden, Iets over het onderwijs der vrouw, Beloften en bedreigingen, Mijn verre neef
- Onze Rensen (1950)
- Niets is onbeduidend ( A. Van Elslander gyűjtésében és kommentárjával, 1978)

### Társszerző Cyriel Buysse mellett
- Levensleer (Novel 1912)

### Önálló szerző
- In onze Vlaamsche gewesten (politikai esszé, 1877)
- Drie novellen (esszé, 1879)
- Josijntje (gyermekregény 1883)
- Fideel en Fidelineken (gyermekregény 1883)
- Het hoofd van 't huis en allerlei schetsen (esszé, 1883)
- De spinnekop, Braaf maar niet onbedachtzaam zijn en Gevangen zijn. (gyermekregény 1884)
- De sledevaart (regény, 1884)
- De muisjes (gyermekregény 1884)
- Sophie (3 részes regény 1885)
- De kleine Italianen (történetek 1886)
- Een Sint-Nicolaasgeschenk (gyermekregény 1886)
- Van allerlei (gyermekregény 1886)
- De bekoring (gyerméekregény 1886)
- De geschiedenis van Moorken (gyermekregény 1886)
- Plagen en goeddoen (gyermekregény 1886)
- Het onweder (children's story 1886)
- Een winter in het Zuiderland (regény 1890)
- Een dure eed (regény 1891)
- Idonia (regény 1891)
- Eene idylle (regény 1893)
- Een vonkje van genieen andere novellen (esszé, 1893)
- De troon van Engeland (regény 1893)
- De bruid des Heeren (regény 1895)
- Mijnheer Connehaye (regény 1895)
- Het land der verbeelding (regény 1896)
- Madeleine (+ Contrasten) (regény 1897)
- Meesterschap (regény 1898)
- De twistappel (regény 1904)
- Erfelijk belast (regény 1906)
- De groote manoeuvers (regény 1906)
- Het lot der kinderen (regény 1906)
- Erfelijk belast (regény 1906)
- Jonggezellen Levens (esszék 1907)
- Een revolverschot (regény 1911)
- Bina (esszék 1915)
- Tamboer (esszék 1920)
- Van hier en elders (esszék 1925)
- Volledige werken (10 kötetes gyűjtemény 1933-36)
- Herinneringen aan Franskens (regény 1950)
- Herinneringen (esszék 1967)